# Krakal
Krakal is een bestuurslaag in het regentschap Kebumen van de provincie Midden-Java, Indonesië. Krakal telt 6233 inwoners (volkstelling 2010).